# Kanton Ambazac
Der Kanton Ambazac ist seit 1790 ein französischer Wahlkreis in den Arrondissements Bellac und Limoges im Département Haute-Vienne in der Region Nouvelle-Aquitaine; sein Hauptort ist Ambazac.
Der Kanton Ambazac liegt im Mittel 390 Meter über Normalnull, zwischen 223 Metern in Saint-Priest-Taurion und 666 Metern in Ambazac.

## Gemeinden
Der Kanton besteht aus 15 Gemeinden mit insgesamt 17.488 Einwohnern (Stand: 1. Januar 2022) auf einer Gesamtfläche von 433,04 km²:
| Gemeinde                  | Einwohner 1. Januar 2022 | Fläche km² | Dichte Einw./km² | Code INSEE | Postleitzahl | Arrondissement |
| ------------------------- | ------------------------ | ---------- | ---------------- | ---------- | ------------ | -------------- |
| Ambazac                   | 5.565                    | 57,83      | 96               | 87002      | 87240        | Limoges        |
| Bersac-sur-Rivalier       | 626                      | 32,54      | 19               | 87013      | 87370        | Limoges        |
| Bessines-sur-Gartempe     | 2.739                    | 55,41      | 49               | 87014      | 87250        | Bellac         |
| Bonnac-la-Côte            | 1.644                    | 26,06      | 63               | 87020      | 87270        | Limoges        |
| Folles                    | 443                      | 31,18      | 14               | 87067      | 87250        | Bellac         |
| Fromental                 | 517                      | 22,65      | 23               | 87068      | 87250        | Bellac         |
| Jabreilles-les-Bordes     | 239                      | 19,05      | 13               | 87076      | 87370        | Limoges        |
| La Jonchère-Saint-Maurice | 802                      | 15,59      | 51               | 87079      | 87340        | Limoges        |
| Laurière                  | 528                      | 20,77      | 25               | 87083      | 87370        | Limoges        |
| Les Billanges             | 298                      | 22,61      | 13               | 87016      | 87340        | Limoges        |
| Razès                     | 1.161                    | 24,14      | 48               | 87122      | 87640        | Bellac         |
| Saint-Laurent-les-Églises | 842                      | 27,37      | 31               | 87157      | 87240        | Limoges        |
| Saint-Léger-la-Montagne   | 358                      | 32,62      | 11               | 87159      | 87340        | Limoges        |
| Saint-Sulpice-Laurière    | 804                      | 14,31      | 56               | 87181      | 87370        | Limoges        |
| Saint-Sylvestre           | 922                      | 30,91      | 30               | 87183      | 87240        | Limoges        |
| Kanton Ambazac            | 17.488                   | 433,04     | 40               | 8702       | –            | –              |

Bis zur landesweiten Neugliederung der Kantone 2015 bestand der Kanton Ambazac aus sieben Gemeinden auf einer Fläche von 209,20 km²: Ambazac (Hauptort), Les Billanges, Bonnac-la-Côte, Rilhac-Rancon, Saint-Laurent-les-Églises, Saint-Priest-Taurion und Saint-Sylvestre.

## Veränderungen im Gemeindebestand seit der landesweiten Neuordnung der Kantone
2019: Fusion Roussac (Kanton Bellac), Saint-Pardoux und Saint-Symphorien-sur-Couze (Kanton Bellac) → Saint-Pardoux-le-Lac